# Ланча Алфа
„Ланча Алфа“ или „Ланча 12КС“ (Lancia Alfa 12HP) е първият автомобил на автомобилната компания „Ланча“, произведен през 1908 г. и показан на автомобилното изложение в Торино.

## История
След опита си, натрупан във Фиат, Винченцо Ланча разработва свой собствен автомобил съвместно с двама свои приятели и инженери от града. Проектиран през 1907 г., моделът дава едно ново начало за италианската автомобилна индустрия. През септември 1907 г. завършват тестовете и моделът е представен на осмото автомобилно изложение в Торино. Славата на този автомобил се носи от заможните хора в Торино, Париж, Лондон, Ню Йорк и други градове, където този автомобил е бил продаван тогава. Въпреки че е първият автомобил на марката, той впечатлява с елегантността и безупречните си технически характеристики.

## Технически характеристики
Двигателят е под името Типо 51. Гумите за автомобила са предоставени от Мишлен. Максималните обороти могат да достигнат до 1500. Магнитното запалване на автомобила е доставено от Бош. Максимална скорост – 90 km/h.

## Версии
- Лимузина
- Кабриолет

## Специализирани версии
Към края на 1908 г. се появяват версии с удължена платформа и 7 места.

## Телевизионни изяви
Автомобилът участва във филма Маламоре от 1982 г.

## Производство
Общо са произведени 101 броя от „Ланча Алфа“.